# Миколайки-Поморске (гмина)
Миколайки-Поморске (пол. Mikołajki Pomorskie) — сельская гмина (волость) в Польше, входит как административная единица в Штумский повет, Поморское воеводство. Население — 3741 человек (на 2004 год).

## Демография
| Перепись                       | Всего   | Всего | Женщины | Женщины | Мужчины | Мужчины |
| ------------------------------ | ------- | ----- | ------- | ------- | ------- | ------- |
| Единицы                        | человек | %     | человек | %       | человек | %       |
| Население                      | 3741    | 100   | 1858    | 49,7    | 1883    | 50,3    |
| Плотность населения (чел./км²) | 40,8    | 40,8  | 20,3    | 20,3    | 20,5    | 20,5    |

## Соседние гмины
1. Гмина Дзежгонь
2. Гмина Прабуты
3. Гмина Рыево
4. Гмина Стары-Дзежгонь
5. Гмина Стары-Тарг
6. Гмина Штум